# Xã Essex, Quận Kankakee, Illinois
Xã Essex (tiếng Anh: Essex Township) là một xã thuộc quận Kankakee, tiểu bang Illinois, Hoa Kỳ. Năm 2010, dân số của xã này là 1.480 người.